# Jamie McShane
Jamie McShane je americký herec. K jeho významným rolím patří postavy v seriálech Zákon gangu, Policajti z L. A., Bloodline a Smrtící virus.

## Kariéra
McShane má za sebou dlouhou hereckou kariéru s několika hostujícími a vedlejšími rolemi. Zahrál si například v seriálech 24 hodin, Dr. House, Stalker, Živí mrtví: Počátek konce nebo The Fosters . Mezi jeho nejvýznamnější role jsou role Camerona Hayese v seriálu Zákon gangu, seržanta Terryho Hilla v seriálu Southland a Erica O'Bannona v seriálu Bloodline.

## Filmografie

### Film
| Rok  | Název                         | Role                          | Poznámky            |
| ---- | ----------------------------- | ----------------------------- | ------------------- |
| 1997 | Útěk z vězení                 | Náměstek 1                    |                     |
| 1998 | The Census Taker              | Michael Jacoby                | krátkometrážní film |
| 2002 | Landspeed                     | Miles Vanover                 |                     |
| 2002 | Go for Broke                  | Detektiv Ross                 |                     |
| 2002 | Legend of the Phantom Rider   | Victori                       |                     |
| 2002 | Fine                          | Ed                            | krátkometrážní film |
| 2003 | The Gidge                     | Otec Lonergan                 | krátkometrážní film |
| 2003 | Krádež legendy                | moderátor v rádiu             |                     |
| 2004 | Chasing Daylight              | táta                          | krátkometrážní film |
| 2004 | You Are So Going to Hell!     | Federico                      |                     |
| 2005 | Rukojmí                       | Joe Mack                      |                     |
| 2005 | Dnes zemřeš!                  | Vincent                       | video film          |
| 2006 | Gang v útoku                  | Rozhodčí                      |                     |
| 2007 | Mr. Brooks                    | Technik kriminální laboratoře |                     |
| 2007 | Nicky's Birthday Camera       | Dave                          |                     |
| 2007 | Look                          | Berry Krebbs                  |                     |
| 2008 | Něco za něco                  | Muž na chodníku               |                     |
| 2008 | Fragmenty                     | Stickman                      |                     |
| 2008 | Hrdost a sláva                | Poručík Fricker               |                     |
| 2008 | The Haunting of Molly Hartley | Laurelův otec                 |                     |
| 2009 | Disco Principal               | Táto                          |                     |
| 2011 | Thor                          | Agent Jackson                 |                     |
| 2011 | In My Pocket                  | Jerry                         |                     |
| 2011 | Henry                         | Označit                       | krátkometrážní film |
| 2012 | Avengers                      | Moderátor                     |                     |
| 2012 | Argo                          | William J. Daugherty          |                     |
| 2012 | Flare: The Hunt               | Burke                         |                     |
| 2014 | 50 k 1                        | Dave Cotey                    |                     |
| 2014 | Slídil                        | vystrašeného motorkáře        |                     |
| 2014 | Zmizelá                       | Donnelly                      |                     |
| 2014 | The Crop                      | Muž                           | krátkometrážní film |
| 2017 | The Meanest Man in Texas      | Kapitán Colt                  |                     |
| 2017 | Good Morning                  | Henri                         | krátkometrážní film |
| 2017 | Cyril                         | Cyril                         | krátkometrážní film |
| 2018 | Disorder                      | —                             | krátkometrážní film |
| 2018 | Gone Are the Days             | Dr. Jenkins                   |                     |
| 2019 | Sunny Daze                    | Damon                         |                     |
| 2019 | Togo                          | Scott Allan                   |                     |
| 2019 | The Bygone                    | Hadley Summer                 |                     |
| 2019 | Red Hat                       | muž v červeném klobouku       | krátkometrážní film |
| 2020 | Mank                          | —                             |                     |

### Televize
| Rok        | Název                                     | Role                          | Poznámky                                              |
| ---------- | ----------------------------------------- | ----------------------------- | ----------------------------------------------------- |
| 2001       | Druhá šance                               | Marshal #2                    | díl: „Armageddon“                                     |
| 2001       | Black Scorpion                            | Charge #2                     | díl: „Power Play“                                     |
| 2001       | Angel                                     | rebel č. 2 / démon            | 2 díly                                                |
| 2001       | Strážkyně zákona                          | policista č. 1                | díl: „Virgin Territory“                               |
| 2001       | Odpočívej v pokoji                        | záchranář                     | díl: „Ťuky-ťuk“                                       |
| 2001       | Philly                                    | detektiv                      | díl: „Pilot“                                          |
| 2001       | Becker                                    | zákazník                      | díl: „Really Good Advice“                             |
| 2001       | Star Trek: Enterprise                     | taktický důstojník            | díl: „Střet s Andoriany“                              |
| 2001–2002  | Policie New York                          | detektiv Paul Winslow / Eaton | 2 díly                                                |
| 2001–2005  | Kriminálka Las Vegas                      | Eddie Vonner / Jeff Berlin    | 2 díly                                                |
| 2002       | Drzá Jordan                               | manažer hotelu                | díl: „Ztráty a nálezy“                                |
| 2002       | Akta X                                    | raněný voják                  | díl: „Prozřetnost“                                    |
| 2002       | Alias                                     | agent C.I.A.                  | díl: „Nepřítel se vzdává“                             |
| 2002       | Firefly                                   | muž                           | díl: „Serenity“                                       |
| 2003       | Fastlane                                  | strážník Burton               | díl: „Popdukes“                                       |
| 2003       | Tremors                                   | Charlie Wilhelm               | díl: „Ghost Dance“                                    |
| 2003       | Pohotovost                                | Josh Rushing                  | díl: „Chyť a nepouštěj“                               |
| 2003       | Můj přítel Monk                           | školník Iverson               | díl: „Pank Monk se vrací do školy“                    |
| 2003       | Plastická chirurgie s. r. o.              | otec Michael Shannon          | díl: „Cara Fitzgerald“                                |
| 2003       | Boomtown                                  | kriminalista                  | 2 díly                                                |
| 2003       | Manipulátor                               | strážník                      | díl: „Bruno Comes Back“                               |
| 2003–2004  | 24 hodin                                  | Gerry Whitehorn               | 6 dílů                                                |
| 2004       | Deadwood                                  | Ned Mason                     | díl: „Deadwood“                                       |
| 2004       | Dragnet                                   |                               | díl: „Frame of Mind“                                  |
| 2004       | Západní křídlo                            | Dr. Hardin                    | díl: „Third-Day Story“                                |
| 2004       | Odložené případy                          | Leroy Lambert 1985            | díl: „Lovec myšlenek“                                 |
| 2005       | Křižovatky medicíny                       | imigrační pracovník           | díl: „Implants, Transplants and Cuban Aunts“          |
| 2005       | Vražedná čísla                            | Paul Ballard                  | díl: „Základní okruh podezřelých“                     |
| 2005       | Beze stopy                                | Robert Healy                  | díl: „Přechod“                                        |
| 2005       | Slepá justice                             | Greg Hermanson                | díl: „Neuzavřená minulost“                            |
| 2006       | První prezidentka                         | kapitán Andrew Dugan          | 2 díly                                                |
| 2006       | Zločiny ze sousedství                     | Robert Waters                 | díl: „Community“                                      |
| 2006       | Kriminálka Miami                          | Timothy Nash                  | díl: „Smrt ve veřejném zájmu“                         |
| 2006       | Myšlenky zločince                         | kapitán Andrew Dugan          | díl: „North Mammon“                                   |
| 2006–2007  | Devět rukojmí                             | Henry Vartak                  | 5 dílů                                                |
| 2007       | Heartland                                 | Hal York                      | díl: „A Beautiful Day“                                |
| 2007       | The ½ Hour News Hour                      | Timothy Cox                   | 12 dílů                                               |
| 2007       | Ve městě hurikánů                         | poručík Carlsson              | díl: „Cobb's Webb“                                    |
| 2007       | Profesionálky                             | Henry Dow                     | díl: „Minulost se vrací“                              |
| 2008       | Jmenuju se Earl                           | Carter O'Dell                 | 2 díly                                                |
| 2008       | Invaze buranů                             | Declan Cassidy                | díl: „Trust Never Sleeps“                             |
| 2008       | Closer                                    | Brian Monroe                  | díl: „Problémové dítě“                                |
| 2008       | Mentalista                                | Jack Tanner                   | díl: „Rudý příliv“                                    |
| 2008       | My Own Worst Enemy                        | Daniel Shaw                   | díl: „Henry and the Terrible... Day“                  |
| 2008–2010  | Zákon gangu                               | Cameron Hayes                 | 12 dílů                                               |
| 2009       | Agentura Jasno                            | Roger                         | díl: „Odpočívej v pokoji“                             |
| 2009       | Jednotka zvláštního určení                | detektiv Renner               | díl: „Endgame“                                        |
| 2009       | Raising the Bar                           |                               | díl: „I'll Be Down to Get You in a Taxi, Honey“       |
| 2009       | Uklízeč                                   |                               | díl: „The Things We Didn't Plan“                      |
| 2009       | Dark Blue                                 | Frank                         | díl: „Betsy“                                          |
| 2009       | Havárie                                   | Chuck P.I.                    | díl: „Always See Your Face“                           |
| 2009       | Lincoln Heights                           | agent Cooper                  | díl: „Aftershock“                                     |
| 2010       | Saving Grace                              | Travis Gabriel                | díl: „Hear the Birds?“                                |
| 2010       | Dr. House                                 | kapitán McCreaney             | díl: „Pomozte“                                        |
| 2010       | Pohotovost Miami                          | detektiv King                 | díl: „Like a Hurricane“                               |
| 2010       | Šerifové z Texasu                         |                               | díl: „Above the Law“                                  |
| 2010       | Námořní vyšetřovací služba                | Samuel Hayes                  | díl: „Falešný svědek“                                 |
| 2011       | Lovci lebek                               | Xavier Price                  | díl: „Sběratel“                                       |
| 2011       | Castle na zabití                          | Tony „Řezník“ Valtini         | díl: „Hrdinové a zločinci“                            |
| 2011–2013  | Policajti z L. A.                         | seržant Terry Hill            | 19 dílů                                               |
| 2012       | Longmire                                  | Bill Hoback                   | díl: „A Damn Shame“                                   |
| 2012       | Frank a Bash                              | Julian Aroyan                 | díl: „Srdeční záležitost“                             |
| 2012       | Perníkový táta                            | vodič                         | díl: „Mrtvý náklad“                                   |
| 2012       | Kriminálka New York                       | Mitch Ventri                  | díl: „Misconceptions“                                 |
| 2012       | Grimm                                     | Johnny Kreski                 | díl: „Pomáhat a chránit“                              |
| 2012       | Vegas                                     | Davey Cornaro                 | 2 díly                                                |
| 2013       | Ironside: Na straně zákona                | detektiv Callahan             | 2 díly                                                |
| 2013       | Doteky osudu                              | Mike O'Brien                  | díl: „Ozubená kolečka“                                |
| 2013       | King a Maxwellová                         | Ray Martin                    | 2 díly                                                |
| 2013       | Ghost Ghirls                              | agent Polaski                 | díl: „Hooker with a Heart of Ghoul“                   |
| 2013       | Welcome to the Family                     | strážník Simon                | díl: „The Big RV Adventure“                           |
| 2013       | Cinnamon Girl                             | pan Carter                    | TV film                                               |
| 2013       | Vražda prezidenta Kennedyho               | Richard Snyder                | TV film                                               |
| 2013       | The Advocates                             | detektiv Murphy               | TV film                                               |
| 2014       | Maron                                     | Clint                         | díl: „White Truck“                                    |
| 2014–2018  | The Fosters                               | Donald Jacob                  | 7 dílů                                                |
| 2014–2017  | Tým Škorpion                              | Patrick Quinn                 | 5 dílů                                                |
| 2014–2016  | Muder in the First                        | M.E. Justin Burnside          | 19 dílů                                               |
| 2015, 2019 | Zákon a pořádek: Útvar pro zvláštní oběti | Luke Davis                    | díl: „Prohnilá morálka“ a „The Burden of Our Choices“ |
| 2015       | Stalker                                   | Gene Meadows                  | díl: „Nebezpečná hra“                                 |
| 2015, 2019 | Živí mrtví: Počátek konce                 | poručík Moyers                | 3 díly                                                |
| 2015–2017  | Bloodline                                 | Eric O'Bannon                 | 30 dílů                                               |
| 2017       | Training Day                              | agent Gerald Lynch            | díl: „Faultlines“                                     |
| 2018       | Bosch                                     | Francis Sheehan               | 9 dílů                                                |
| 2018       | Unsolved                                  | detektiv Fred Miller          | 6 dílů                                                |
| 2018       | Condor                                    | Gareth Lloyd                  | 3 díly                                                |
| 2019       | Smrtící virus                             | Dr. Tim Fanning               | hlavní role, 10 dílů                                  |
| 2019–dosud | Tým SEAL                                  | kapitán Lindell               | vedlejší role                                         |
| 2020       | Star Trek: Picard                         | Zhaban                        | 3 díly                                                |
| —          | Shelter                                   | Billy                         | TV film                                               |